# Puchar Europy w Biegu na 10 000 metrów 2012
16. Puchar Europy w Biegu na 10 000 metrów – zawody lekkoatletyczne, które odbyły się w 3 czerwca 2012 w hiszpańskim Bilbao.
Początkowo puchar miało organizować inne hiszpańskie miasto – Palafrugell. Puchar Europy w biegu na 10 000 metrów odbył się w tym kraju po raz piąty, wcześniej czterokrotnie zawody zorganizowano w Barakaldo.

## Rezultaty

### Mężczyźni
| Konkurencja:         | 1. miejsce                                                          | Rezultat    | 2. miejsce                                                   | Rezultat   | 3. miejsce                                                  | Rezultat   |
| Indywidualnie Bieg A | Polat Kemboi Arıkan                                                 | 27:56,28 PB | Ayad Lamdassem                                               | 28:04,22   | Carles Castillejo                                           | 28:07,50   |
| Indywidualnie Bieg B | Abdi Hakin Ulad                                                     | 28:57,06 PB | Luís Pinto                                                   | 29:37,52   | José Ramos                                                  | 29:38,73   |
| Drużynowo            | Hiszpania · Ayad Lamdassem · Carles Castillejo · Manuel Ángel Penas | 1:24:45,71  | Portugalia · Rui Pedro Silva · Youssef El Kalai · José Rocha | 1:26:13,34 | Francja · Denis Mayaud · Benjamin Malaty · Stéphane Lefrand | 1:26:33,60 |

### Kobiety
| Konkurencja:  | 1. miejsce                                                  | Rezultat    | 2. miejsce                                                  | Rezultat   | 3. miejsce                                             | Rezultat    |
| Indywidualnie | Sara Moreira                                                | 31:23.51 PB | Jo Pavey                                                    | 31:32,22   | Christelle Daunay                                      | 31:35,81 NR |
| Drużynowo     | Wielka Brytania · Jo Pavey · Charlotte Purdue · Gemma Steel | 1:36:25,47  | Włochy · Nadia Ejjafini · Valeria Straneo · Elena Romagnolo | 1:36:40,13 | Portugalia · Sara Moreira · Ana Dias · Leonor Carneiro | 1:36:51,26  |